# Pojken och världen
Pojken och världen (portugisiska: O Menino e o Mundo) är en brasiliansk tecknad äventyrsfilm från 2013 i regi av Alê Abreu. Den handlar om en pojke som ger sig av till en storstad för att leta efter sin far. Filmen är helt utan dialog och blandar flera olika tekniker, bland annat teckningar med färgkritor och kollage med utklippta bilder från tidningar. Arbetet med filmen började i augusti 2010. Det var regissörens andra långfilm.
Filmen hade världspremiär vid Ottawas animationsfestival 2013, där den fick ett hedersomnämnande. Den gick upp på bio i Brasilien 17 januari 2014. Samma år fick den Kristallen för bästa långfilm vid Annecys internationella festival för animerad film. Den svenska premiären ägde rum 11 mars 2016.